# (15223) 1984 SN4
(15223) 1984 SN4 est un astéroïde de la ceinture principale d'astéroïdes découvert en 1984.

## Description
(15223) 1984 SN4 a été découvert le 21 septembre 1984 à l'observatoire de La Silla, au Chili, par Henri Debehogne.

### Caractéristiques orbitales
L'orbite de cet astéroïde est caractérisée par un demi-grand axe de 2,62 UA, un périhélie de 2,07 UA, une excentricité de 0,21 et une inclinaison de 1,48° par rapport à l'écliptique. Du fait de ces caractéristiques, à savoir un demi-grand axe compris entre 2 et 3,2 UA et un périhélie supérieur à 1,666 UA, il est classé, selon la JPL Small-Body Database, comme objet de la ceinture principale d'astéroïdes.

### Caractéristiques physiques
(15223) 1984 SN4 a une magnitude absolue (H) de 15,0 et un albédo estimé à 0,076.